# Arthroleptis taeniatus
Espèce
Synonymes
- Arthroleptis variabilis var. pica Andersson, 1907

Statut de conservation UICN

 LC  : Préoccupation mineure
Arthroleptis taeniatus est une espèce d'amphibiens de la famille des Arthroleptidae.

## Répartition
Cette espèce se rencontre dans le Sud du Cameroun, en Guinée équatoriale, au Gabon, dans le sud-ouest de la Centrafrique et dans l'extrême Ouest du Congo-Kinshasa.
Sa présence est incertaine au Congo-Brazzaville.

## Taxinomie
- Arthroleptis taeniatus Sternfeld, 1917 nec Boulenger, 1906 est un synonyme de Phrynobatrachus sternfeldi (Ahl, 1924).

## Publication originale
- Boulenger, 1906 : Descriptions of new batrachians discovered by Mr. G.L. Bates in South Cameroon. Annals and Magazine of Natural History, ser. 7, vol. 17, p. 317-323 (texte intégral).